# TAM Air
Тбілавіамшені (груз. თბილავიამშენი) — авіакомпанія, яка базується в Тбілісі, столиці Грузії. 

## Рейси авіакомпанії
Авіакомпанія виконує рейси в:
- Україну (Київ, Донецьк, Одеса, Харків)
- Іран (Тегеран)
- Казахстан (Актау)
- Росію (Мінеральні Води, Ростов-на-Дону, Сочі)

## Майбутні авіарейси
Авіакомпанія планує виконувати рейси в такі міста:
- Азербайджан (Баку)
- Білорусь (Мінськ)
- Греція (Салоніки)
- Казахстан (Алмати)
- Об'єднані Арабські Емірати (Дубай)
- Росія (Москва, Самара)
- Туркменістан (Ашґабат)
- Узбекистан (Ташкент)